# غاث (فلم)
غاث (بالإنجليزية: Ghaath) فيلم جريمة إثارة باللغة المراثية من الهند لعام 2023، كُتب وأُخرج بواسطة «شتابرال نيناوي» في أول عمل سينمائي له وبطولة «جيتندرا جوشي»، «ميليند شيندي»، «جاناردان كادم»، «دانانجاي مانداوكار»و «سوروتشي أدار كار». تدور أحداث الفيلم في غابات الهند التي يحتلها المتمردون الماويون، ويتمحور حول التفاعل المتوتر بين المقاتلين، والمدنيين، والشرطة.
تم ترشيحه للتنافس على جائزة الجمهور في قسم البانوراما في مهرجان برلين السينمائي الدولي الثالث والسبعين، حيث عُرض لأول مرة في 18 فبراير 2023. كما تم ترشيح «شتابرال نيناوي»، المخرج الأول للفيلم، لجائزة GWFF لأفضل عمل أول في المهرجان.

## طاقم التمثيل
- جيتندرا جوشي في دور مساعد مفوض الشرطة
- ميليند شيندي في دور راغوناث
- جاناردان كادم في دور بيركو
- دانانجاي مانداوكار في دور فالغان
- سوروتشي أداركار في دور كوساري
- سانغرامسينغ ثاكور في دور شيفا

## الإنتاج
في عام 2020، تم اختيار الفيلم لمختبر "العمل قيد التنفيذ" (WIP) التابع لـ مؤسسة تنمية الأفلام الوطنية الهندية (NFDC) وفاز بجوائز تقديرية من مختبر برساد DI وQube Moviebuff، والتي تم تقديمها في يناير 2021.
أُنتج الفيلم في البداية من قبل Jio Studios وDrishyam Films وتم الانتهاء منه في عام 2021. تم اختياره كأحد عناوين البانوراما في عام 2021، ولكن تم سحبه من قبل المنتجين Jio Studios بسبب نزاع مع المنتج المشارك Drishyam Films. كُتب وأُخرج من قبل «شتابرال نيناوي» في أول عمل سينمائي له، تدور أحداث الفيلم في منطقة ماهاراشترا المتأثرة بالنكسال. يعتمد على حياة السكان القبليين والشرطة والناكساليين، وهو الآن يُنتج بشكل مشترك من قبل Platoon One Films وDrishyam Films وPayTamasha وLighthouse Innoventures وUA Kathachitra.

## الإصدار
تم اختيار الفيلم كواحد من عناوين البانوراما في عام 2021، لكنه تم سحبه من قبل المنتجين آنذاك، Jio Studios، بسبب نزاع مع المنتج المشارك Drishyam Films. الآن، عُرض غاث لأول مرة في 22 فبراير 2023 كجزء من مهرجان برلين السينمائي الدولي الثالث والسبعين، في البانوراما. ومن المقرر إصداره في صيف عام 2023.

## الاستقبال
قام ويليام ستوتور من لاود آند كلير بتقييم الفيلم بثلاثة ونصف نجوم من أصل خمسة وكتب: "سيناريو نيناوي عمومًا مُنظم بشكل جيد، على الرغم من أنه يستغرق وقتًا طويلاً لهذه الشخصيات حتى يتلاقوا أخيرًا." وفيما يتعلق بالذروة، أكد: "تم تنفيذها بسرعة وبدقة." ثم قال ستوتور: "هذا يعيق الفيلم عن لحظة صدمة حقيقية لتعزيز رعب الحرب، ولكن التيارات الكامنة من اليأس والموت لا تزال قوية." وقدّرت ليدا باش من موفي بريك الفيلم بستة نجوم من عشرة وكتبت: "بألوان فاتحة وألوان مفصلة، يرسم شتابرال نيناوي ثلاثية من الفساد الغير مبالٍ التي، على الرغم من اللمسات الدموية، تضع مزيدًا من القيمة على الدقة النفسية من العمل." وختمت باش قائلة: "الرموز الرمزية الدقيقة والتقلبات المستخدمة بشكل اقتصادي، لكن بفعالية، تزيد من التوتر المتأجج للجوهرة الإثارة للجريمة التي تم تقديمها ببساطة وصرامة طبيعية."
كتبت ميناكشي شيده في جريدة "ميد داي": "تمتلك السينما الهندية، وخاصةً حركة السينما الموازية التي ازدادت شهرتها في السبعينيات والثمانينيات، تاريخًا طويلًا من الأفلام التي تتناول قضايا الشعوب الأصلية والطبقات المجدولة والقبائل. تشمل هذه الأفلام ساتياجيت راي "سادغاتي"، جوفيند نيهالاني "أكروش" و "هازار تشوراسي كي ما"، مرينال سين "مريجايا"، وثلاثية المقابلة، كلكتا 71 و "باداتيك" (البنغالية) التي تعلق على حركة الناكساليت؛ غوتام غوش "بار" و بوداديب داسغوبتا "شاراتشار"، والأفلام الأحدث مثل ليجو جوز بيليسيري "تشورولي" (المالايالامية). لكن "غاث" هو صوت أصلي: نيناوي، المقيم في ناجبور، هو من مجتمع هالبا-كوشتي الأصلي، وبالتالي يقدم لنا وجهة نظر 'من الداخل' حول المجتمع."
كتبت ساديا خالد ريتي من الصحيفة الألمانية "دير تاغسبيغل": "إنها أدغال بعيدة جدًا عن السهول الخيالية لكيبلنغ. حتى باغيرا لم يستطع حماية هؤلاء الأطفال الرجال المحظوظين الذين وقعوا في وسط معركة الأيديولوجيات. الشخصيات من الجانبين تكون قاسية بشكل مرضي، تُنفّذ أصدقاءها في لمح البصر، دون أدنى اهتزاز، بحجة الخير العام أو الانتقام أو ببساطة لأن هدفها قد تحقق وتعرف الكثير لتكون موثوقة. ومع ذلك، نحن لا نعرف أبدًا لماذا يقاتلون؛ ما هو جوهر هذه الأيديولوجية التي تفصلهم، تبرر كل هذه القتل في عقولهم." كتب براتاب ناير: "النتيجة هي جولة قوية مدتها ساعتان تسلط الضوء فيها الغرائز البشرية الأساسية للبقاء على اللغز الأخلاقي. بينما تعمل الآلات الحكومية ببطء، غالبًا ما يرافق العدالة في الأدغال الوحشية القسوة. بالإضافة إلى ذلك، في بعض الأحيان، حتى الغابة كقوة طبيعية تقيم العدالة بمفردها. من خلال 'غاث'، يقوم نيناوي بتحليل جميع هذه القضايا جنبًا إلى جنب مع مخاطر القانونية في حرب العصابات وكيف يتداخل ذلك مع معاناة الحياة الأصلية العادية."

## الجوائز
| الجائزة                       | التاريخ        | الفئة                                     | الفائز          | النتيجة | مرجع         |
| ----------------------------- | -------------- | ----------------------------------------- | --------------- | ------- | ------------ |
| مهرجان برلين السينمائي الدولي | 26 فبراير 2023 | جائزة الجمهور لأفضل فيلم طويل             | غاث             | رُشِّح     | [ 14 ]       |
| مهرجان برلين السينمائي الدولي | 26 فبراير 2023 | جائزة أفضل أول فيلم                       | شاترابال نيناوي | رُشِّح     | [ 3 ] [ 15 ] |
| مهرجان برلين السينمائي الدولي | 26 فبراير 2023 | أفضل مخرج، جائزة جوزيبي بيكي الخامسة عشرة | شاترابال نيناوي | فاز     | [ 16 ]       |

## روابط خارجية
- غاث على Platoon One Films
- غاث على موقع مهرجان برلين السينمائي الدولي